# دارين وين
دارين وين (بالإنجليزية: Darren Wynne)‏ هو لاعب كرة قدم بريطاني في مركز الوسط، ولد في 12 أكتوبر 1970 في Deeside ‏ في المملكة المتحدة. لعب مع نادي تشستر سيتي ونادي كوناهس كواي.